# Etelis
Etelis là một chi cá biển trong họ Cá hồng, được lập ra bởi Georges Cuvier vào năm 1828.

## Từ nguyên
Không rõ hàm ý của cái tên này.

## Các loài
Hiện hành có 5 loài được ghi nhận trong chi này, gồm:
- Etelis boweni Andrews, Fernandez-Silva, Randall & Ho, 2021
- Etelis carbunculus Cuvier, 1828
- Etelis coruscans Valenciennes, 1862
- Etelis oculatus (Valenciennes, 1828)
- Etelis radiosus W. D. Anderson, 1981

## Phân bố
Ngoại trừ E. oculatus là loài bản địa của Tây Đại Tây Dương, các loài còn lại được tìm thấy trên khắp vùng Ấn Độ Dương - Thái Bình Dương.

## Sinh thái
Chi sán lá đơn chủ Lagenivaginopseudobenedenia có hai loài là La. etelis và La. tinrowi đều ký sinh trên vật chủ là E. carbunculus, cũng là vật chủ duy nhất được biết đến đối với chủng ký sinh này. La. etelis sau đó đã được tìm thấy trên cả E. coruscans.
Etelis có tuổi thọ khá cao, điển hình như E. coruscans có thể sống đến hơn 50 tuổi, còn E. carbunculus đạt độ tuổi cao nhất là 43.